# Labradorit
Labradorit  je tektosilikatni mineral iz družine glinencev s kemijsko formulo ((Ca,Na)(Al,Si)4O8). Labradorit spada v plagioklazov niz trdnih raztopin s 50 – 70% deležem anortita (CaAl2Si2O8). Kristalizira v triklinskem kristalnem sistemu. Kolje se v treh smereh, pri čemer nastanejo skoraj pravokotne prizme. Lahko je prozoren, bel ali siv, barva črte pa je bela, tako kot pri večini silikatov. Dvojčičenje je navadno. Pojavlja se v mafičnih (bazičnih) magmatskih kamninah kot sta bazalt in gabro in v anortozitih.
IMA ga ne priznava kot samostojen mineral.

## Nahajališča
Geološko tipsko nahajališče labradorita je Paul's Island na Labradorju (Kanada), po katerem je dobil ime. Pojavlja se tudi na Norveškem in drugod po svetu.

## Labradorescenca
Na velikih kristalnih masah v anortozitu se pojavlja igra barv, imenovana labradorescenca.  Labradorescenca ali Schillerjev efekt je posledica lomljenja svetlobe v lističastih vrastkih, ki so nastali z izkristaljenjem v Boggildovi vrzeli sposobnosti mešanja An48 – An58.

## Podvrste
Poldragi različki labradorita z visoko stopnjo labradorescence so spektrolit, mesečev kamen in sončev kamen. Zelo kakovostni primerki se uporabljajo za izdelavo nakita.

## Galerija
- Labradorit (Ylämaa, Finska)
- 19 karaten brušen labradorit (ZDA)
- Brušen labradorit, velikost 14 × 10 mm (Brazilija)
- Poliran labradorit, velikost 18 × 20 cm (Madagaskar)
- Labradorit (detajl)